# Abanilla
Abanilla er en by og kommune i det sydøstlige Spanien i Murcia-regionen. Den har et indbyggertal på 6.206 (2024) indbyggere.